# Хопельчен (муниципалитет)
Хопельче́н (исп. Hopelchén) — муниципалитет в Мексике, штат Кампече, с административным центром в одноимённом городе. Численность населения, по данным переписи 2020 года, составила 42 140 человек.

## Общие сведения
Название Hopelchén происходит от майяского: ho, pel и chen, что можно перевести как место пяти скважин.
Площадь муниципалитета равна 7779,9 км², что составляет 13,5 % от общей площади штата, а наиболее высоко расположенное поселение Эль-Эден находится на высоте 198 метров.
Он граничит с другими муниципалитетами штата Кампече: на с юге с Калакмулем, на западе Чампотоном, Кампече, Тенабо, Хесельчаканом и Цитбальче, а также граничит с другими штатами Мексики: на севере с Юкатаном и на востоке с Кинтана-Роо.

## Учреждение и состав
1 января 1916 года, по указу губернатора, на территории штата были образованы муниципалитеты, в числе которых и Хопельче́н.
По данным 2020 года в его состав входит 136 населённых пунктов, самые крупные из которых:
| Код INEGI                  | Населённый пункт                                                            | Численность населения (2005 год) | Численность населения (2010 год) | Численность населения (2020 год) |
| -------------------------- | --------------------------------------------------------------------------- | -------------------------------- | -------------------------------- | -------------------------------- |
| 006                        | Всего                                                                       | 34687                            | 37777                            | 42140                            |
| 0001                       | Хопельчен (исп. Hopelchén) 19°44′44″ с. ш. 89°50′42″ з. д.                  | 6760                             | 7295                             | 8048                             |
| 0003                       | Болончен-де-Рехон (исп. Bolonchén de Rejón) 20°00′16″ с. ш. 89°44′53″ з. д. | 3868                             | 3975                             | 4234                             |
| 0023                       | Винсенте-Герреро (исп. Vicente Guerrero) 19°34′49″ с. ш. 89°36′05″ з. д.    | 3005                             | 3198                             | 3570                             |
| 0019                       | Цибальчен (исп. Dzibalchén) 19°27′33″ с. ш. 89°43′54″ з. д.                 | 2302                             | 2340                             | 2387                             |
| 0048                       | Укум (исп. Ukum) 19°14′32″ с. ш. 89°20′07″ з. д.                            | 1841                             | 2019                             | 2244                             |
| 0046                       | Сук-Тук (исп. Suc-Tuc) 19°42′45″ с. ш. 90°02′11″ з. д.                      | 997                              | 1179                             | 1432                             |
| 0057                       | Шмабен (исп. Xmabén) 19°14′06″ с. ш. 89°18′53″ з. д.                        | 1149                             | 1228                             | 1366                             |
| 0002                       | Беканчен (исп. Becanchén) 19°39′05″ с. ш. 89°52′17″ з. д.                   | 917                              | 997                              | 1113                             |
| 0015                       | Чунчинток (исп. Chunchintok) 19°21′40″ с. ш. 89°34′54″ з. д.                | 1023                             | 1086                             | 1076                             |
| 0024                       | Ич-Ек (исп. Ich-Ek) 19°43′57″ с. ш. 89°58′00″ з. д.                         | 848                              | 970                              | 1008                             |
| —                          | Прочие                                                                      | 11977                            | 13490                            | 15662                            |
| Названия на карте Генштаба |                                                                             |                                  |                                  |                                  |

## Экономическая деятельность
По статистическим данным 2000 года, работоспособное население занято по секторам экономики в следующих пропорциях:
- сельское хозяйство, животноводство и рыбная ловля — 60,2 %;
- промышленность и строительство — 13,7 %;
- торговля, сферы услуг и туризма — 25,2 %;
- безработные — 0,9 %.

## Инфраструктура
По статистическим данным 2020 года, инфраструктура развита следующим образом:
- электрификация: 98,1 %;
- водоснабжение: 41,5 %;
- водоотведение: 86,3 %.

## Фотографии

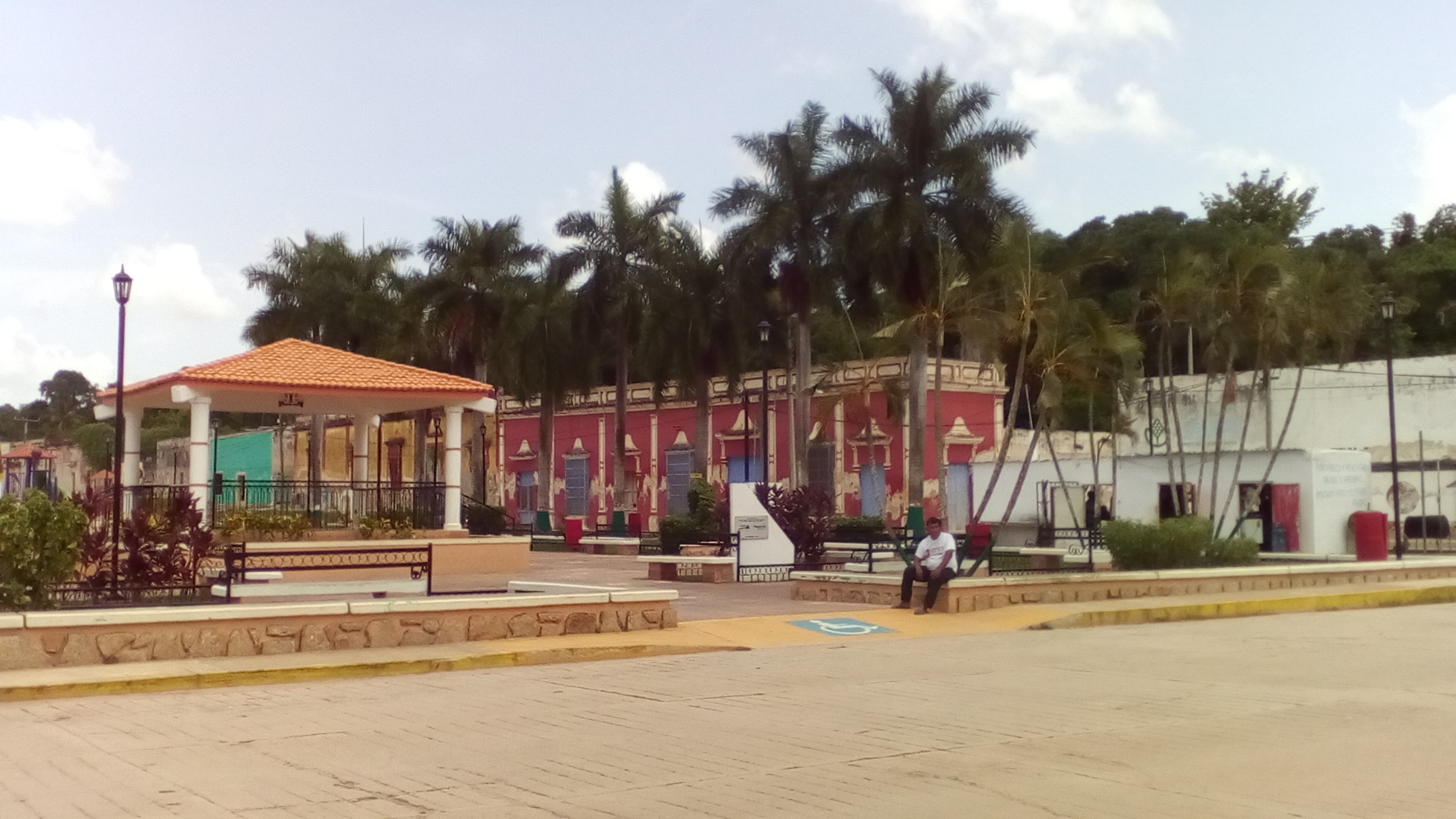
Центр Цибальчена
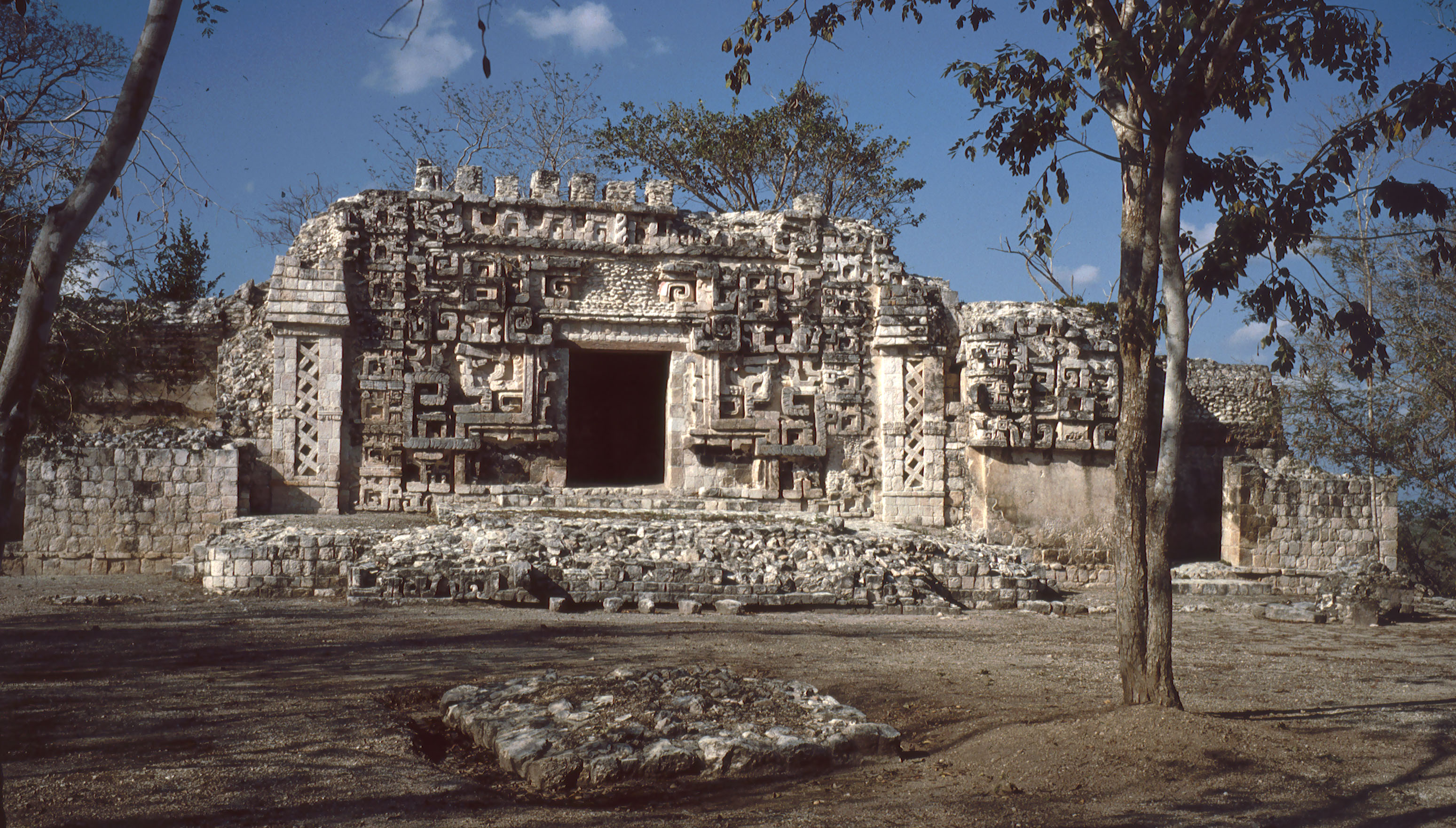
Археологическая зона Хочоб
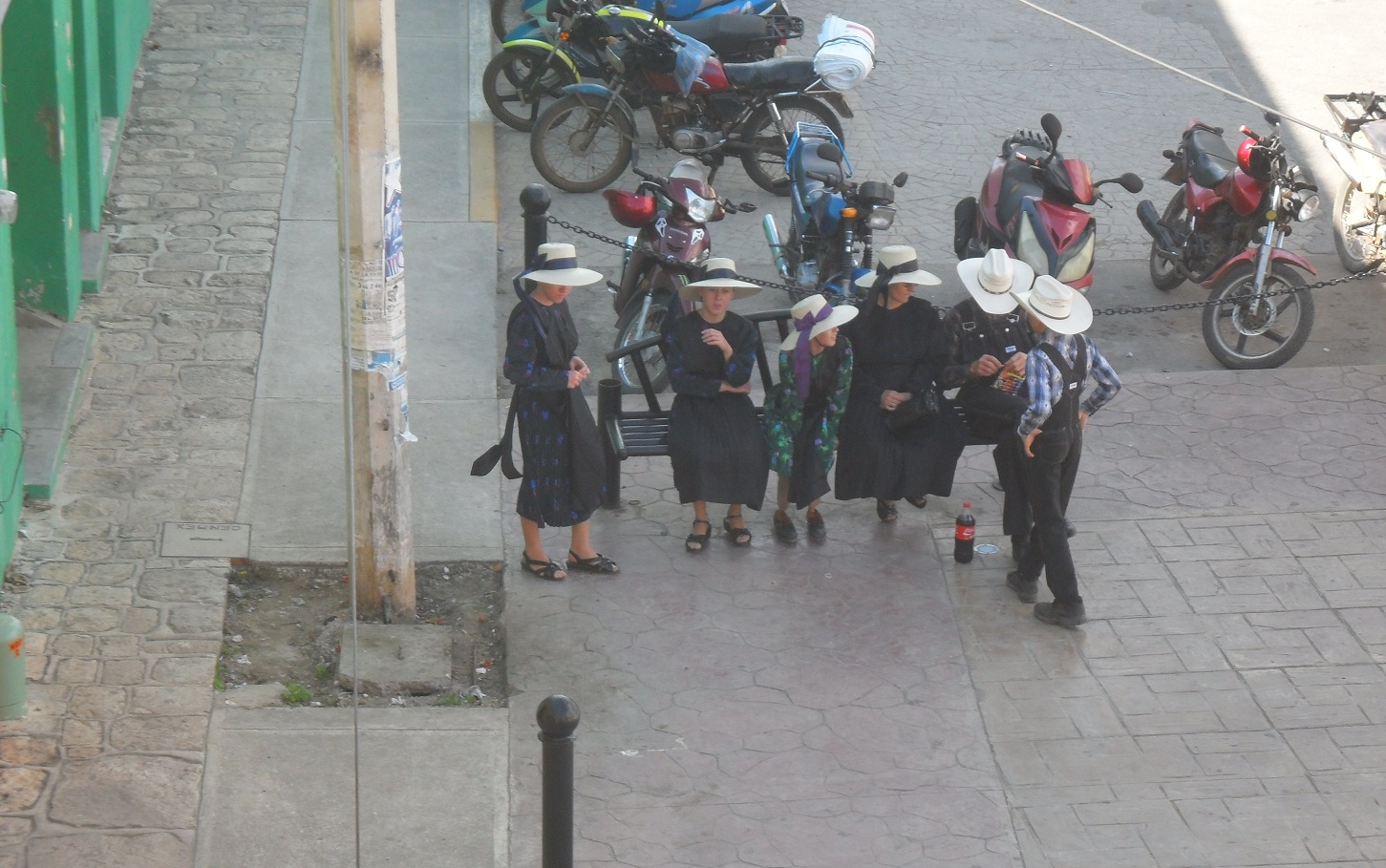
Меннониты в Хопельчене